# Ніколае Александрі
Ніколае Александрі (17 травня 1859, Кишинів — 17 листопада 1931, Кишинів) — бессарабський політик.

## Біографія
Ніколае Александрі закінчив Санкт-Петербурзький державний університет. Він був першим головним редактором Cuvânt moldovenesc.
Ніколае Александрі був депутатом парламенту Молдови (1917—1918) Сфатул Церій як першого парламенту автономної Бессарабії. У передній частині залу місце голови сесії зайняв старший делегатів Ніколає Александрі.

## Галерея

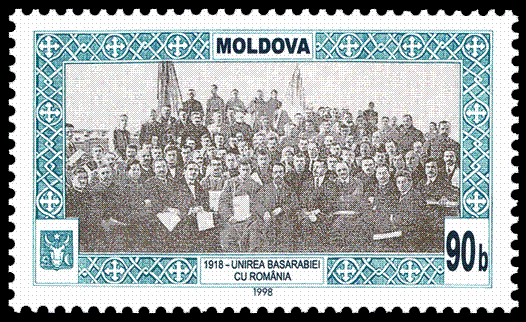
Марка Молдови, 1998 р